# Республиканская партия доверия
Республиканская партия доверия (тур. Cumhuriyetçi Güven Partisi, CGP) — турецкая партия, существовавшая в 1967-81 годах.

## История
Одновременно с основанием Турецкой республики в 1923 году была создана Республиканская народная партия, ставшая старейшей партией страны. Её идеологией был кемализм, с сильным влиянием секуляризма. После 1966 года генеральный секретарь партии Бюлент Эджевит начал внедрение нового курса, который не исключал кемализм, но фактически превращал партию в социал-демократическую, хотя термин «социал-демократический» при этом избегался. Эджевит заявил, что на карте политического спектра РНП расположена «Левее центра» (тур. Ortanın solu). Это вызвало в партии брожения.
12 мая 1967 года группа недовольных новых курсом РНП вышла из неё и создала партию «Партия доверия» (тур. Güven Partisi). Среди членов этой партии были Турхан Фейзиоглу, Нермин Нефтчи, Джошкун Кырджа, Орхан Озтрак, Али Ихсан Гёгюш, и другие. Во время выборов в 1969 году «Партия доверия» получила 6,6 % голосов и заняла третье место. 29 января 1971 года название партии было изменено на «Партия национального доверия». В том же году члены партии вошли в состав правительства, а на следующий год один из её членов, Ферит Мелен, стал премьер-министром. 4 января 1973 года с «Партией национального доверия» объединилась ещё одна партия, созданная выходцами из РНП, — «Республиканская партия». Объединённая партия получила название «Республиканская партия доверия».
На выборах 1973 года Республиканская партия доверия получила 5,3 % голосов и вошла в состав коалиционного правительства, возглавляемого партией справедливости. На выборах 1977 года партия набрала существенно меньше голосов, чем на предшествующих, а в 1981 году, как и все остальные была запрещена военными, пришедшими к власти в результате государственного переворота.